# Ulica Stroma w Krakowie
Ulica Stroma – ulica w Krakowie, w dzielnicy XIII Podgórze, w Podgórzu.
Łączy ulicę Kalwaryjską z ulicą Jana Zamoyskiego. Jest jednojezdniowa.

## Historia
Ulica została w obecnym kształcie wytyczona na początku XIX wieku, jako droga biegnąca wzdłuż nowo wybudowanych fortyfikacji, zniesionych około 1865 roku.
Początkowo ulica nosiła nazwę ul. św. Floriana, a w 1922 roku Rada Miasta Krakowa nadała ulicy obecną nazwę, związaną ze stromym jej położeniem.

## Zabudowa
Obecna zabudowa ulicy ma charakter mieszkalny – stanowią ją głównie kamienice czynszowe powstałe w latach 90. XIX wieku i na początku wieku XX.
- ul. Stroma 2 (ul. Jana Zamoyskiego 29) – kamienica. Projektował Aleksander Sołtys, 1913.
- ul. Stroma 3 – kamienica. Projektował N. Kopald, 1887[a].
- ul. Stroma 4 – kamienica. Projektował Aleksander Sołtys, 1912.
- ul. Stroma 5 – budynek dawnej Krajowej Szkoły Ceramicznej, 1900.
- ul. Stroma 6 – kamienica. Projektował Aleksander Sołtys, 1912.
- ul. Stroma 7 – kamienica, XIX wiek.
- ul. Stroma 8 – kamienica, 1910–1912.
- ul. Stroma 9 (ul. Kalwaryjska 29) – kamienica. Projektował Stanisław Serkowski, 1879.
- ul. Stroma (ul. Kalwaryjska 27) – kamienica, XX wiek.

Opracowano na podstawie źródła: Gminnej ewidencji zabytków – Kraków.